# Юліямпільська сільська рада
| Юліямпільська сільська рада — орган місцевого самоврядування у Шаргородському районі Вінницької області з адміністративним центром у с. Юліямпіль. Сільській раді підпорядковані населені пункти: - с. Юліямпіль - c-ще Юліямпільське - c. Ярове |

## Склад ради
Рада складається з 12 депутатів та голови.

## Керівний склад сільської ради
| ПІБ                          | Основні відомості                                                                              | Дата обрання | Дата звільнення |
| ---------------------------- | ---------------------------------------------------------------------------------------------- | ------------ | --------------- |
| Ковальчук Валерій Васильович | Сільський голова, 1967 року народження, освіта, член Партії промисловців і підприємців України | 26.03.2006   | 31.10.2010      |
| Ковальчук Валерій Васильович | Сільський голова, 1967 року народження, освіта середня спеціальна, безпартійний                | 31.10.2010   |                 |

Примітка: таблиця складена за даними джерела